# 1431 Луанда
1431 Луанда (1431 Luanda) — астероїд головного поясу, відкритий 29 липня 1937 року.
Тіссеранів параметр щодо Юпітера — 3,340.